# Circuito cittadino di Città del Capo
Il circuito cittadino di Città del Capo è un circuito cittadino situato presso la omonima città. È stato utilizzato dalle monoposto di Formula E a partire dalla stagione 2022-2023 per l'E-Prix di Città del Capo.

## Tracciato
Il tracciato è stato presentato il 4 marzo 2022. Esso ha sede nella zona di Green Point, dove si trova anche il Cape Town Stadium, che ha ospitato delle partite del Mondiale 2010 e che il circuito gira attorno. Il tracciato è lungo 2.921 m (1.815 mi) ed è composto da 12 curve.